# Караузецький сільський округ
Караузе́цький сільський округ (каз. Қараөзек ауылдық округі, рос. Караузекский сельский округ) — адміністративна одиниця у складі Буландинського району Акмолинської області Казахстану. Адміністративний центр — село Караозек.
Населення — 1650 осіб (2021; 2218 у 2009, 1907 у 1999, 2587 у 1989).
Станом на 1989 рік існувала Вознесенська сільська рада (села Білоцерковка, Вознесенка, Єруслановка, Колоколовка, Красний Кордон, Купчановка, Прохоровка). Пізніше зі складу Вознесенського сільського округу був виділений Караузецький сільський округ.

## Склад
До складу округу входять такі населені пункти:
| Населений пункт   | Колишні назви | Населення, осіб (1989) | Населення, осіб (1999) | Населення, осіб (2009) | Населення, осіб (2021) |
| ----------------- | ------------- | ---------------------- | ---------------------- | ---------------------- | ---------------------- |
| Байсуат, село     | Прохоровка    | 305                    | 230                    | 230                    | 166                    |
| Єруслановка, село | -             | 190                    | 82                     | 54                     | 25                     |
| Караозек, село    | Колоколовка   | 1182                   | 853                    | 1026                   | 773                    |
| Купчановка, село  | -             | 910                    | 742                    | 908                    | 686                    |